# Hann River (North Kennedy River)
Der Hann River ist ein Fluss in der Region Far North Queensland auf der Kap-York-Halbinsel im Norden des australischen Bundesstaates Queensland.

## Geografie

### Flusslauf
Der Fluss entspringt bei der Siedlung Jungle Creek, rund 165 Kilometer westlich von Cooktown und fließt nach Norden. Er unterquert die Peninsula Developmental Road beim Hann River Rosdhouse und durchquert den Westen des Lakefield-Nationalparks. Etwa fünf Kilometer westlich der Siedlung Bizant mündet er in den North Kennedy River.

### Nebenflüsse mit Mündungshöhen
- Wangow Creek – 95 m
- Jungle Creek – 95 m
- Sandy Creek – 84 m
- Rocky Creek – 54 m[1]